# Jugoslawische Eishockeyliga 1967/68
Die Saison 1967/68 war die 26. Spielzeit der jugoslawischen Eishockeyliga, der höchsten jugoslawischen Eishockeyspielklasse. Meister wurde zum insgesamt zwölften Mal in der Vereinsgeschichte der HK Jesenice.

## Endplatzierung
1. HK Jesenice
2. KHL Medveščak Zagreb
3. HK Kranjska Gora
4. HK Partizan Belgrad
5. HK Olimpija Ljubljana
6. OHK Belgrad
7. KHL Mladost Zagreb
8. HK Roter Stern Belgrad